# Gryningsvinda
Gryningsvinda (Ipomoea indica) är en ört i familjen vindeväxter, ursprungligen från tropiska Amerika.
Den är flerårig och klättrande, ibland krypande, 3-6 m lång. Bladen är äggrunda till cirkelformade, med hjärtlik bas, 5-15 × 3,5-14 cm, korthåriga. Blommorna kommer flera tillsammans i bladvecken. Foderbladen är smalt lansettlika med bred bas, gradvis uddspetsiga, kala eller med tilltrycka, sällan utstående hår. Kronan är trattlik, 5-8 cm i diameter, klarblå till purpurblå, bleknar mot purpurrött under dagen, svalget är blekt.
Två varieteter kan urskiljas; var. indica med kalt eller tilltryckt hårigt foder och var. variabilis som har utstående hår på fodret.
Arten är lik kejsarvinda, men denna är ettårig och har smalt lansettlika foderblad med smal bas och utstående hår.

## Odling
Gryningsvinda kräver mycket ljus och näringsrik jord, som hålls jämnt fuktig. Näring bör ges varje vecka. Arten kan användas som utplanteringsväxt men behöver värme för att utveckla blommor.

## Synonymer
För vetenskapliga synonymer se Wikispecies